# 圓身腔吻鱈
圓身腔吻鱈（学名：Coelorinchus cylindricus），又名鱈魚，为輻鰭魚綱鱈形目鼠尾鱈科腔吻鱈屬下的一个种，為深海底棲性魚類，分部於西南太平洋新喀里多尼亞海域，深度550-920公尺，體長可達19公分，生活習性不明。